# Seleuș (gmina Zagăr)
Seleuș – wieś w Rumunii, w okręgu Marusza, w gminie Zagăr. W 2011 roku liczyła 256 mieszkańców.